# Jacco Verhaeren
Jacco Verhaeren (Rijsbergen, 4 april 1969) is een Nederlandse zwemcoach. Hij begeleidde onder meer Inge de Bruijn, Pieter van den Hoogenband en Ranomi Kromowidjojo naar olympisch goud.

## Carrière
Verhaeren is opgeleid aan het CIOS. Hij is coach van de zwemverenigingen MZ&PC Maastricht en PSV Eindhoven. Vanaf 1992 traint Van den Hoogenband bij hem in Eindhoven waar na de Olympische Zomerspelen van 2000 de eerste commerciële Nederlandse zwemploeg wordt geformeerd.
In 2005 werd Verhaeren technisch directeur van het Nationaal Zweminstituut Eindhoven en in 2006 technisch directeur van de Nederlandse zwembond. 1 januari 2014 werd Verhaeren de nieuwe bondscoach van Australië.
In 2010 verscheen het boek Boven Water, het verhaal van succeszwemcoach Jacco Verhaeren, geschreven door zijn broer 
Henk Verhaeren.
Sinds 2024 is Verhaeren sportief directeur van Team Visma-Lease a Bike en Performance Strateeg Topzwemmen bij de Koninklijke Nederlandse Zwembond.

## Onderscheiding
Op 14 augustus 2012 werd Verhaeren benoemd tot Ridder in de orde van Oranje Nassau. Hij kreeg de koninklijke onderscheiding overhandigd door minister Edith Schippers tijdens de huldiging van de olympische medaillewinnaars.

## Zwemmers in het verleden onder begeleiding van Verhaeren
- Dion Dreesens (2011-2012)
- Ranomi Kromowidjojo (2008-2012)
- Bastiaan Lijesen (2009-2012)
- Maud van der Meer (2011-2012)
- Sharon van Rouwendaal (2010-2012)
- Marleen Veldhuis (2006-2012)
- Jurjen Willemsen (2009-2012)

- Inge de Bruijn
- Inge Dekker (2006-2009)
- Tim Hoeijmans
- Pieter van den Hoogenband (1993-2008)
- Marcel Wouda (1995-2000)
- Kirsten Vlieghuis
- Mitja Zastrow
- Klaas-Erik Zwering
- Gijs Damen